# Џевар
Џевар је насељено мјесто у Босни и Херцеговини у Општини Сански Мост које административно припада Федерацији Босне и Херцеговине. Према попису становништва из 1991. у насељу је живјело 685 становника.

## Географија
Џевар се простире између река Мајдануше и Велике ријеке, нешто пре њиховог ушћа у реку Сану.

## Становништво
| Националност       | 1991.        | 1981.        | 1971.        |
| Муслимани          | 364 (53,13%) | 356 (53,53%) | 321 (52,62%) |
| Срби               | 266 (38,83%) | 249 (37,44%) | 241 (39,50%) |
| Хрвати             | 54 (7,88%)   | 56 (8,42%)   | 46 (7,54%)   |
| Југословени        | 0            | 1 (0,15%)    | 2 (0,32%)    |
| остали и непознато | 1 (0,14%)    | 3 (0,45%)    | 0            |
| Укупно             | 685          | 665          | 610          |